# امانوئل گیاسی

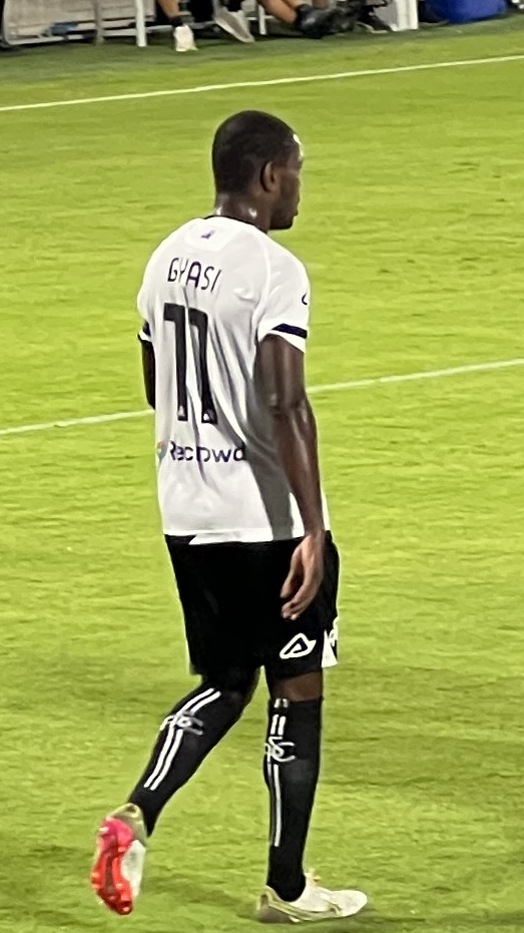
گیاسی با پیراهن اسپتزیا در مقابل ساسولو

امانوئل گیاسی (انگلیسی: Emmanuel Gyasi؛ زادهٔ ۱۱ ژانویهٔ ۱۹۹۴) بازیکن فوتبال اهل ایتالیا است که برای باشگاه اسپتزیا بازی می‌کند.
وی همچنین در تیم ملی فوتبال غنا بازی کرده‌است.